# Ben Platt
Benjamin Schiff Platt (Los Angeles, 1993. szeptember 24. –) Tony-díjas amerikai színész, énekes és dalszerző.
Gyerekkorában kezdte el színházi pályafutását, később a Broadwayen a The Book of Mormon és a Kedves Evan Hansen című Tony-díjas musicalekben. Utóbbiért 2017-ben legjobb férfi főszereplőnek járó Tony-díjban részesült.
Tévés szerepei közül kiemelendő a Tökéletes hang és folytatása, illetve A politikus című sorozat, amelyért 2019-ben Golden Globe jelölést kapott.
Első albuma a Sing To Me Instead 2019 márciusában jelent meg, majd 2020 májusában debütált a Netflixen a koncertfilmje.

## Fiatalkora
Platt Los Angelesben született Julie és Marc Platt negyedik gyerekeként. Öten vannak testvérek, három fiú és két lány. A testvéreivel Henry és Jonah Plattel The Platt Brothers néven szoktak együtt énekelni. Édesapja film- tv- és színházi producer, hozzá köthető többek között a Doktor Szöszi, Kaliforniai álom, Mary Poppins visszatér és a Wicked. Platt és családja zsidó.
A Harvard-Westlake Schoolba járt, ahol 2011-ben végzett, majd a New York-i Columbia Egyetemen folytatta tanulmányait hat hétig, mert ott hagyta az egyetemet, hogy részt vehessen a Book of Mormon előadásában.

## Pályafutása
Már kilenc évesen színészkedett, amikor a The Music Manben játszott. További korai szerepei voltak: Caroline, or Change ; Les Misérables ; Hair ; Alice by Heart.
2012 decembere és 2013 októbere között Elder Arnold Cunningham szerepét játszotta a Book of Mormonban Chicagóban. Később 2014. január 7. és 2015. január 6. között újra felvette ezt a szerepet, ezúttal a Broadwayen.
2012-ben Platt szerepet kapott a Tökéletes hang című musical komédiában, ahol Benji Applebaum szerepét játszotta. Később 2015-ben a Tökéletes hang 2-ben visszatért.
Platt 2014-ben kezdett el dolgozni a Dear Evan Hansen workshopjában. 2015-ben nyitott a musical Washingtonban, majd átkerült Off-Broadwayra, és 2016 decemberétől mai napig a Broadwayen játsszák. Platt egészen 2017 november 19.-éig játszotta ezt a szerepet. A kritikusok nagyra becsülték az alakítását, számos díjban részesült, köztük Tony-díjban a legjobb férfi főszereplő kategóriában.
2018 novemberében bejelentették, hogy Platt apja megszerezte a Dear Evan Hansen film jogait, és Ben nyilatkozta, hogy ő fog visszatérni a szerepre.
2018-ban Platt és a Hamilton szerzője Lin-Manuel Miranda előadták a Found/Tonight című dalt, ami egy mashup a Hamilton és a Dear Evan Hansen egy-egy dala között.
2019 januárjában Ben bejelentette, hogy meg fog jelenni az első albuma, a Sing To Me Instead és 2019 március 29-én meg is jelent. Nem sok a megjelenés után Ben el is indult első észak-amerikai turnéjára 2019 májusában. A turné 2019 szeptember 29-én a Radio City Music Hallban ért véget, ahol a koncertről felvétel készült, ami 2020 májusában jelent meg a Netflixen.
Platt jelenleg is a Netflix A Politikus című tragikomédiájában játssza Payton Hobart szerepét. 2019-ben Golden Globe jelölést kapott a legjobb férfi főszereplő vígjáték sorozatban, vagy musicalben kategóriában.

## Magánélete
Platt nyíltan meleg. A családjának 12 évesen coming outolt egy izraeli osztálykiránduláson, telefonon keresztül. Majd a nyilvánosság előtt az Ease My Mind című dalának videóklippjével 2019-ben.
Jelenleg Noah Galvin színésszel van együtt, aki 2017 novembere és 2018 februárja, Platt után játszotta Evan Hansen szerepét a Broadwayen. Galvin 2020 májusában tette közzé, hogy együtt van Plattel.

## Színház
| Év      | Cím                 | Szerep                                 |
| ------- | ------------------- | -------------------------------------- |
| 2002    | The Music Man       | Winthrop Paroo                         |
| 2004    | Mame                | Patrick Denis                          |
| 2004    | Caroline, or Change | Noah Gellman                           |
| 2005    | Dead End            | Philip Griswald                        |
| 2012    | The Power of Duff   | Ricky Duff                             |
| 2012    | The Black Suits     | Chris Thurser                          |
| 2012-15 | The Book of Mormon  | Elder Arnold Cunningham                |
| 2015    | Kedves Evan Hansen  | Evan Hansen (Washington)               |
| 2015    | Alice by Heart      | Alfred                                 |
| 2016    | The Secret Garden   | Dickon                                 |
| 2016-17 | Kedves Evan Hansen  | Evan Hansen (Off-Broadway és Broadway) |
| 2018    | Parade              | Leo Frank                              |

## Filmográfia

### Filmek
| Év   | Cím                                | Eredeti cím                               | Szerep                     | Megjegyzések |
| ---- | ---------------------------------- | ----------------------------------------- | -------------------------- | ------------ |
| 2006 | A lány és a farkas                 | Red Riding Hood                           |                            |              |
| 2012 | Tökéletes hang                     | Pitch Perfect                             | Benji Applebaum            |              |
| 2015 | Tökéletes hang 2                   | Pitch Perfect 2                           | Benji Applebaum            |              |
| 2015 |                                    | Ricki and the Flash                       | Daniel                     |              |
| 2016 | Billy Lynn hosszú, félidei sétája  | Billy Lynn’s Long Halftime Walk           | Josh                       |              |
| 2017 |                                    | The Female Brain                          | Joel                       |              |
| 2019 |                                    | Run This Town                             | Bram Shriver               |              |
| 2019 | Amit nem akarsz tudni a szüleidről | Drunk Parents                             | Jason Johnson              |              |
| 2020 |                                    | Ben Platt Live from Radio City Music Hall | Önmaga                     |              |
| 2020 |                                    | Father of the Bride, Part 3(ish)          | George "Georgie" MacKenzie | rövidfilm    |

### Televízió
| Év    | Cím                          | Szerep        | Megjegyzések        |
| ----- | ---------------------------- | ------------- | ------------------- |
| 2017  | Will és Grace (Will & Grace) | Blake         | 1 epizód            |
| 2019- | A Politikus (The Politician) | Payton Hobart | főszerep + producer |
| 2020  | Songland                     | Önmaga        | Epizód: Ben Platt   |

## Fordítás
- Ez a szócikk részben vagy egészben  a   Ben Platt című angol Wikipédia-szócikk ezen változatának fordításán alapul.  Az eredeti cikk szerkesztőit annak laptörténete sorolja fel. Ez a jelzés csupán a megfogalmazás eredetét és a szerzői jogokat jelzi, nem szolgál a cikkben szereplő információk forrásmegjelöléseként.